# نادي نفط وغاز كجساران
نادي نفط وغاز كجساران (بالفارسية: باشگاه فوتبال نفت و گاز گچساران) ، هي نادي رياضي لكرة القدم، أسست عام 1967م، وجدد تأسيسه عام 2003م، وتقع مقرها في مدينة دوغنبدان الإيرانية.

## مصدر
1. ↑  صفحة بيانات الفريق نادي نفط وغاز كجساران على موقع كووورة، تاريخ الوصول: 3-5-2020.